# كارستن كوش (موسيقي)
كارستن كوش (بالألمانية: Carsten Koch)‏ هو موسيقي ألماني، ولد في 1975 في كايسرسلاوترن في ألمانيا.